# Nguyễn Trí Hiếu
Nguyễn Trí Hiếu là một Việt kiều, quốc tịch Mỹ, là chuyên gia tài chính - ngân hàng độc lập, đồng thời đảm nhiệm cương vị thành viên thường trực và độc lập Hội đồng quản trị Ngân hàng Thương mại Cổ phần An Bình. Tính đến năm 2013, Nguyễn Trí Hiếu có 32 năm kinh nghiệm làm ngành tài chính ngân hàng tại Mỹ, Đức và 3 năm tại Việt Nam. Ông là người Việt đầu tiên thành lập ngân hàng tại Mỹ và cũng là một trong những chuyên gia có nhiều ý kiến đóng góp tích cực cho việc phát triển ngành tài chính, ngân hàng Việt Nam. Ông còn là một giáo sư môn Aikido tại Mỹ.

## Tiểu sử
Nguyễn Trí Hiếu sinh năm 1947. 
Tiến sĩ Quản trị Kinh doanh – Đại học Ludwig Maximilians - Đức.
Trong khoảng thời gian 3 năm từ năm 1995 – 1997 ông đã làm việc tại Việt Nam với tư cách là Phó tổng giám đốc ngân hàng Deutsche Bank (Đức), phụ trách kinh doanh tín dụng và các định chế tài chính.
Sau đó vì lý do gia đình ông đã quay lại Mỹ năm 1997 và làm việc cho một ngân hàng Do Thái ở Los Angeles. Ông là người lập ngân hàng Việt đầu tiên ở Mỹ năm 2005- ngân hàng First Vietnamese-American Bank (FVAB) với vốn ban đầu là 15 triệu USD. Năm 2006 hoạt động của ngân hàng bình thường. Năm 2007 – 2008 kinh tế Mỹ khủng hoảng và trở thành suy thoái toàn cầu, nguyên do bắt nguồn từ thị trường bất động sản. Ngân hàng của ông cho vay các cá nhân và doanh nghiệp trong địa hạt quận Cam (Orange County) trong đó có cho vay bất động sản. Khi thị trường đi xuống thì nợ khó đòi, nợ xấu và có khả năng mất vốn đã phát sinh. Năm 2009 Hội đồng quản trị đã quyết định bán FVAB cho Green Point Bank ở Los Angeles.
Đầu năm 2009 một người bạn thân của ông, Tiến sĩ Lê Xuân Nghĩa, Phó chủ tịch Ủy ban Giám sát tài chính quốc gia, khuyên ông trở về Việt Nam để đóng góp xây dựng ngành ngân hàng Việt Nam, nhưng ông nói ông cũng không hiểu vì sao mình lại quyết tâm về Việt Nam (ông đã vận động vợ và các con rất nhiều nhưng họ không về Việt Nam cùng ông. Vợ ông là người Mỹ, có về Việt Nam làm việc ở Sài Gòn một năm nhưng sau đó lại quay về Mỹ). Ông khẳng định không phải vì tiền mà ông quay về Việt Nam làm việc, ông ở lại Việt Nam làm việc chỉ vì một điều mong muốn làm điều gì đó cho người Việt.
Từ ngày 24 tháng 03 năm 2010 đến ngày 21 tháng 04 năm 2013 ông là thành viên Hội đồng quản trị độc lập Ngân hàng Thương mại cổ phần An Bình. Ông là thành viên ơHội đồng quản trị độc lập Ngân hàng Thương mại cổ phần Đại Dương (OCEANBANK) 27/4/2013. Ông có hơn 30 năm làm việc và quản lý trong lĩnh vực tài chính, ngân hàng tại Mỹ và Việt Nam.
Ngoài vai trò là tiến sĩ kinh tế, Nguyễn Trí Hiếu còn là một giáo sư môn Aikido tại Mỹ. Những ngày đầu về Việt Nam, ông vẫn đến tập tại Võ đường Tenshinkai. Về sau, những người dạy Aikido tại Cầu Giấy biết ông là từng là thầy dạy bên Mỹ nên họ mời ông về dạy. Ông lại kiêm nhiệm vụ dạy Aikido tại Việt Nam.
Nhiều người gọi ông là đại gia bởi ông là một trong 5 thành viên Hội đồng quản trị của Ngân hàng cổ phần An Bình. Hiện tại, mỗi tháng ông tự chi trả cuộc sống cho mình từ ngôi nhà thuê với mức giá 6 triệu đồng/tháng đến những chuyện đi lại (bởi ông là Việt kiều, quốc tịch Mỹ nên việc mua nhà ở Việt Nam không phải "một sớm, một chiều"). Ông là người được đánh giá là có lối sống giản dị như đi làm bằng taxi, có hôm đi bằng xe ôm. Ông cho rằng ngồi trong chiếc xe Mecerdes hay ngồi trong taxi không khác gì nhau. Điều quan trọng mình không bị những ham muốn bản thân điều khiển, mình làm chủ được mình sau mỗi buổi tan sở, nếu không đi dạy Aikido, ông ở lại cơ quan đến 20h mới trở về nhà. Về đến nhà, ông lại tự nấu ăn, tự giặt quần áo, tự mang áo ra tiệm giặt. Ông là người công giáo, nhưng lại thích thiền.

## Quan điểm
"Thực ra kinh doanh ngân hàng ở Việt Nam không khó khăn. Cái khó khăn là chính mình tạo ra, điển hình là nợ xấu, mất thanh khoản, cạnh tranh không lành mạnh...Luật Ngân hàng đã có khung pháp lý mặc dù chưa đầy đủ, dân chúng có tiền tiết kiệm và đầu tư nước ngoài cũng đổ vào Việt Nam khá nhiều. Trong khi nhu cầu về nhà, tiêu dùng, du lịch… của người dân không ngừng gia tăng. Đồng thời nhu cầu vốn cho doanh nghiệp sản xuất cũng ngày một nhiều hơn. Những nhu cầu đó tăng cao khiến vai trò của các ngân hàng là nguồn cung ứng tài chính càng trở nên quan trọng. Nhưng cũng chính vì tận dụng ưu thế kinh doanh mà nhiều ngân hàng đã "vung tay quá trán" và chính tự đẩy mình vào những khó khăn như hiện nay như nợ xấu, mất thanh khoản và mất lợi thế cạnh tranh...Việc tăng trưởng quá nóng trong những năm vừa qua của ngân hàng Việt Nam không nền kinh tế nào có. Tăng trưởng tổng tài sản của nhiều ngân hàng tăng trưởng 100 %, thậm chí là có ngân hàng tăng trưởng 200%. Câu hỏi đặt ra là họ tăng trưởng bằng cách nào? Không loại trừ trường hợp cho vay một cách bừa bãi do luồng tiền vào quá dễ dàng. Trong khi các nhân viên đủ năng lực thẩm định lại hạn chế." (nhận định vào tháng 5,năm 2013)
"Là con người, ai mà không thích được ăn ngon, vui chơi, có những giải trí thú vị. Nhưng người làm ngân hàng, nếu để bị lôi kéo vào những thú vui đó thì dễ hư hỏng và dễ dàng bị cám dỗ đưa đến những thủ đoạn, dùng chức năng để lợi dụng, làm thất thoát tài sản của ngân hàng. Tôi nhìn thấy nguy hiểm đó, nên đời sống tương đối kỷ luật. Sau giờ làm, tôi về nhà, không nhậu nhẹt, nếu có cũng không dám uống nhiều. Tôi có một nguyên tắc bất di bất dịch là không đánh bạc. Đã có trường hợp người làm ngân hàng dính vào cờ bạc và tìm mọi cách để móc túi, ăn cắp tiền của cơ quan. Và hình như đâu đó trong xã hội cũng đã đang xảy ra chuyện này. Đó là cạm bẫy lớn cho người làm ngân hàng khi họ đụng đến tài chính, tiền bạc mà lại rơi vào nghiện ngập cờ bạc và các thứ sa đọa khác. Đối với tôi, thường thì một ngày bắt đầu từ sáng và kết thúc vào 9h tối tại cơ quan, trừ những buổi chiều đi tập Aikido. Buổi tối về nhà, tôi tự nấu ăn, cuối tuần thì đi nhà thờ hoặc xem phim. Cuộc sống như thế là đủ rồi"
"Tôi cho rằng, đời sống tinh thần cũng như sức khỏe chỉ có từ tập luyện mà ra. Chân lý này được tôi tìm thấy trong thiền đạo và nhận ra đây là con đường để phát triển trí tuệ, thể lực, nội lực tuyệt vời nhất. Đối với tôi, việc tập luyện tập trung tinh thần cũng như ngồi thiền không những giúp cho mình thư thái mà còn là một trong những cách để giải tỏa các áp lực trong cuộc sống, công việc"
"Tự do cao nhất là sự tự giải thoát khỏi bản ngã tham lam, vì khi mình có cái gì đó, mình lại bị ràng buộc và luôn tìm cách bảo vệ nó, gây nên sự bất an và mất quân bình trong nội tâm".

## Gia đình
Vợ ông và ba con gái ở hết bên Mỹ, vợ là người Mỹ gốc Đức. Ba cháu gái, sinh ở California. Trong ba con gái,hai người chị học ngành Y, người em đang theo học một ngành tại Việt Nam chưa có, đó là Thần học (Theology).